# Urusi
Urusi (łac. Diocesis Urusitanus) – stolica historycznej diecezji we Cesarstwie rzymskim w prowincji Afryka Prokonsularna, sufragania metropolii Kartagina. Współcześnie w Tunezji. Obecnie katolickie biskupstwo tytularne.

## Biskupi tytularni
| Lp. | Biskup                            | Funkcja                                          | Od                   | Do                   |
| --- | --------------------------------- | ------------------------------------------------ | -------------------- | -------------------- |
| 1   | William Thomas Porter             | wikariusz apostolski Costa d’Oro (Ghana)         | 25 kwietnia 1933     | 18 kwietnia 1950     |
| 2   | Teófilo José Pereira de Andrade   | emerytowany biskup Nampula (Mozambik)            | 17 lutego 1951       | 25 października 1954 |
| 3   | Peter Bernard Pereira             | biskup pomocniczy Trivandrum (Indie)             | 5 maja 1955          | 1 października 1966  |
| 4   | Dante Frasnelli                   | biskup–prałat Huarí (Peru)                       | 3 sierpnia 1967      | 30 listopada 1977    |
| 5   | Celso José Pinto da Silva         | biskup pomocniczy Rio de Janeiro (Brazylia)      | 6 marca 1978         | 4 lipca 1981         |
| 6   | José Carlos Castanho de Almeida   | biskup pomocniczy Santos (Brazylia)              | 3 marca 1982         | 5 września 1987      |
| 7   | Luca Brandolini                   | biskup pomocniczy Rzymu (Włochy)                 | 29 października 1987 | 2 września 1993      |
| 8   | Jesús Esteban Catalá Ibáñez       | biskup pomocniczy Walencji (Hiszpania)           | 25 marca 1996        | 27 kwietnia 1999     |
| 9   | José María Libório Camino Saracho | biskup pomocniczy São Miguel Paulista (Brazylia) | 16 czerwca 1999      | 20 lutego 2002       |
| 10  | Buenaventura Famadico             | biskup pomocniczy Lipa (Filipiny)                | 6 kwietnia 2002      | 11 czerwca 2003      |
| 11  | Julian Porteous                   | biskup pomocniczy Sydney (Australia)             | 16 lipca 2003        | 19 lipca 2013        |
| 12  | Jose Elmer Mangalinao             | biskup pomocniczy Lingayen-Dagupan (Filipiny)    | 31 maja 2016         | 24 maja 2018         |
| 13  | Aquilino Bocos Merino             | –                                                | 11 czerwca 2018      | 28 czerwca 2018      |
| 14  | Fabio Baggio                      | –                                                | 31 października 2024 | 11 stycznia 2025     |